# AR-10自動步槍
AR-10 步枪（全名为,直译为“阿玛莱特10型步枪 ”）是一种由美國人尤金·斯通納設計，彈匣供彈、氣動式、氣冷自動步槍，發射7.62×51毫米（.308寸）北約標凖彈藥。AR-10採用直接導氣系統（Direct Impingement）運作，並採用鈦、鋁合金機匣及玻璃纖維護木和槍托，在當時這時這种創新設計令它比其餘兩個對手（M14及FAL）輕了近1公斤，但最終美軍選擇了M14自動步槍，不久後AR-10的設計被用於AR-15（後來又衍生成M16，現今美軍制式步槍）以上。
標準型的AR-10最終只生產了約1萬把，但後來以AR-10衍生出來的型號卻經常出現在市場上，並以比賽級步槍或狙擊步槍的路線繼續存在。

## 歷史

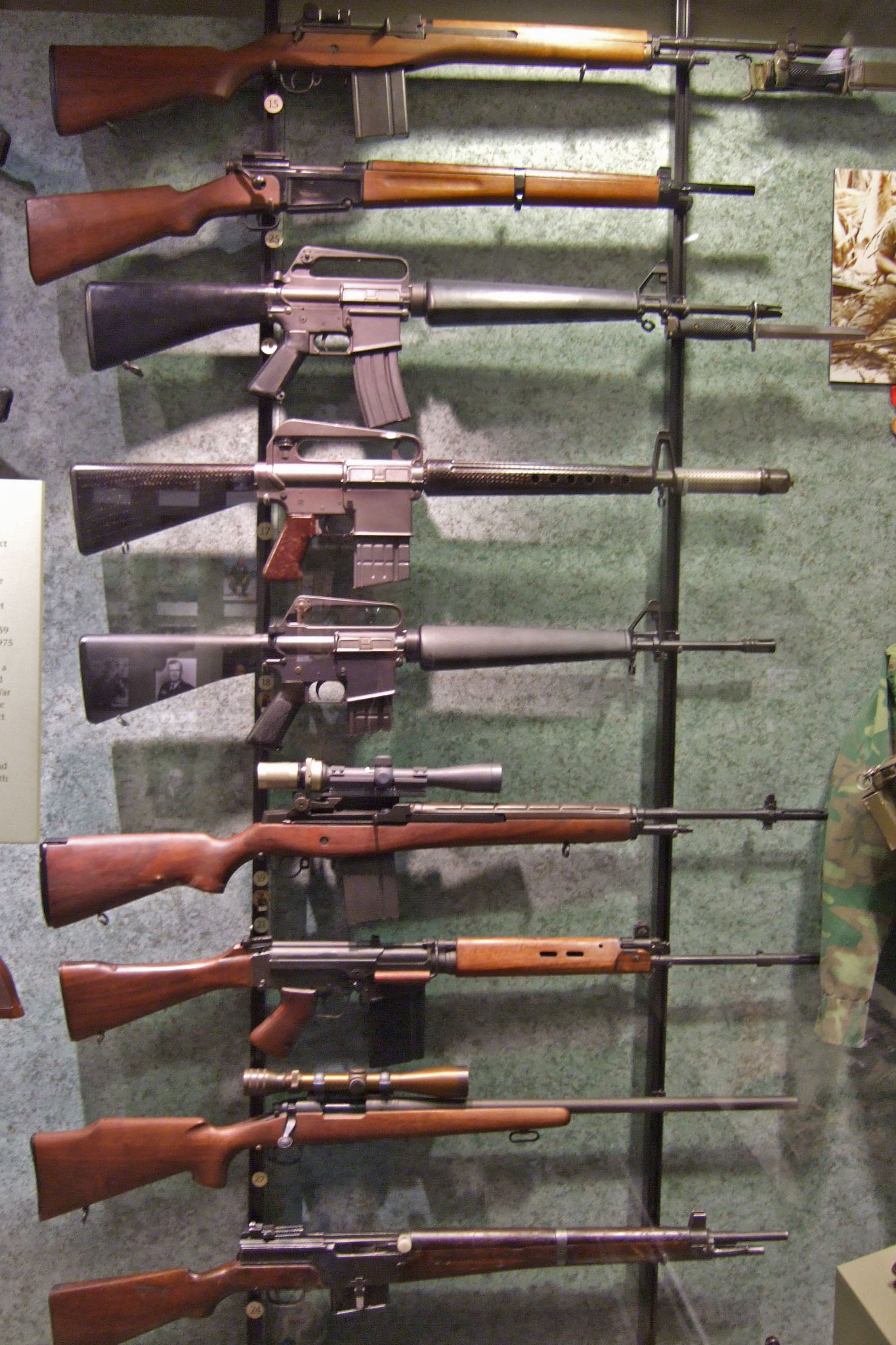
圖中由上至下第四把為早期AR-10原型，第一把為打敗了AR-10和FN FAL（第七把）的M14自動步槍。

美國飛機製造商費柴爾德（Fairchild）為了提高利潤，在1954年創建了一個開發輕武器的小型部門，名為阿瑪萊特（ArmaLite）並由喬治·蘇利文（George Sullivan）出任總裁，阿瑪萊特希望以費柴爾德的航空用途物料來開發槍械。當時這個部門就只有九人，其中一個就是前美國海軍陸戰隊士兵，對設計槍械有濃厚興趣的尤金·斯通納（Eugene Stoner）。隨着斯通納的加入，他成為了首席設計師並領導着開發團隊，阿瑪萊特亦在短時間內發表了多種新穎的槍械設計，包括在1955年至1956年間發表的7.62×51毫米口徑AR-10自動步槍原型。適逢當時美國陸軍正為了尋找7.62×51毫米北約標準口徑新型步槍來取代服役了超過二十年的M1加蘭德步槍而舉行了評選，參賽的步槍包括國營春田兵工廠以M1加蘭德改進的T44及Fabrique Nationale的T48（FN FAL），而阿瑪萊特則在1956年的後期評選才以兩把AR-10原型參賽，參賽的AR-10具有航空鋁合金機匣、直托設計、提高了瞄準基線的提把式可調照門和相對應的準星、槍口消焰制退器及可調節的氣動系統。在經過了測試後一些軍械試驗人員指AR-10是他們所測試過的自動步槍中最輕的一種。
雖然試驗人員對AR-10的設計表示滿意，不過鋁/不鏽鋼混合式槍管（這把未經試驗的原型由喬治·蘇利文在斯通納的強烈反對下提交）在1957年的一次嚴格測試後損壞。雖然阿瑪萊特立即以傳統的不鏽鋼鍍鉻槍管作代替，但仍然被取消資格，美國陸軍的最後建議指「阿瑪萊特應對AR-10進行多五年甚至更多時間去測試。」來改良完善。阿瑪萊特反對了美國陸軍的建議，原因是當時已經較遲加入參選的AR-10只在原型階段，與其他已經設計完善的步槍比較實不公平，而且美軍本來就偏重於二戰時為他們生產大量優良槍械（如M1加蘭德、春田M1903、M1911等）的春田兵工廠。至1957年陸軍部隊強烈要求以彈匣供彈式步槍來取代老舊的M1加蘭德，美國陸軍最終決定了採用T44，隨後正式定名為M14並開始進行量產。
當阿瑪萊特落敗了美軍步槍評選後，阿瑪萊特把AR-10的生產專利賣給一家荷蘭福克飛機公司（Fokker）旗下的（AI），AI以AR-10開發了四種型號，分別為原型、卡賓槍型、輕機槍型及其他口徑試驗型，又把AR-10分為「荷里活型」（Hollywood，阿瑪萊特的原型）、「蘇丹型」（Sudanese）、「過渡型」（Transitional）及「葡萄牙型」（Portuguese）。蘇丹型主要提供給蘇丹政府，槍管刻有散熱凹槽、三叉式消焰器及刺刀座，連空彈匣重約3.3（7.3磅），約生產了2,500把。後來，AI又在AR-10上作了一些改進，包括改用重槍管、鍍鉻彈膛和簡化氣體調節器，以上型號皆使用由斯通納設計的20發輕型鋁制彈匣，這種彈匣的設計原意是彈藥用完後即可丟棄。而部份「過渡型」AR-10則在護木上裝有摺疊式兩腳架。
AR-10的生產數量不多，主要用戶為危地馬拉、緬甸、意大利、古巴、蘇丹及葡萄牙的軍隊，用於鄰近地區衝突及反游擊隊用途。蘇丹軍隊的AR-10一直服役至1985年，亦有部份AR-10被反政府軍捕獲並漸轉流入非洲各殖民地的軍隊、警隊和游擊隊手上。在1958年荷蘭皇家航空亦有向AI訂購了約30把16吋槍管的AR-10卡賓槍作機組人員自衛用途。意大利海軍的海軍突擊隊、奧地利、荷蘭及南非曾進口了極小數量作評估，芬蘭及西德則進口了7.62 × 39毫米口徑AR-10衍生型測試。

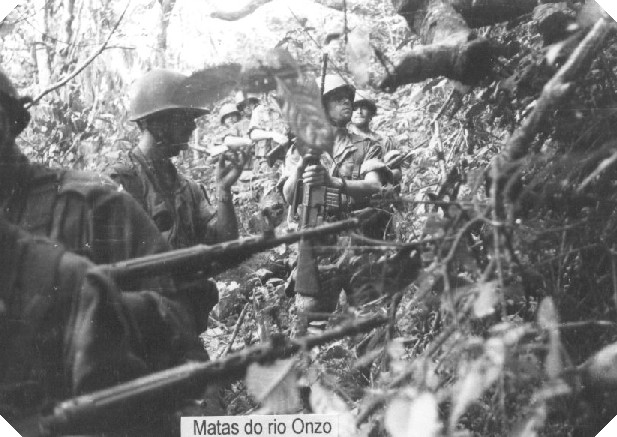
葡萄牙士兵所裝備的AR-10。

1958年，當時古巴政府最高領導人富爾亨西奧·巴蒂斯塔購買了100把「過渡型」AR-10，在AR-10船運過程中被菲德爾·卡斯特羅的武裝革命部隊成功捕獲。1959年，菲德爾和其弟勞爾·卡斯特羅、捷·古華拉在夏灣拿附近試射時對其火力印象深刻。1959年6月，勞爾·卡斯特羅向多明尼加共和國的共產革命部隊提供了一批AR-10作海上登陸及空降突擊用途，然而共產革命部隊被當地的反抗軍出賣，空降部隊被多明尼加陸軍擊敗，這批原本屬於古巴政府的AR-10終於被發現。

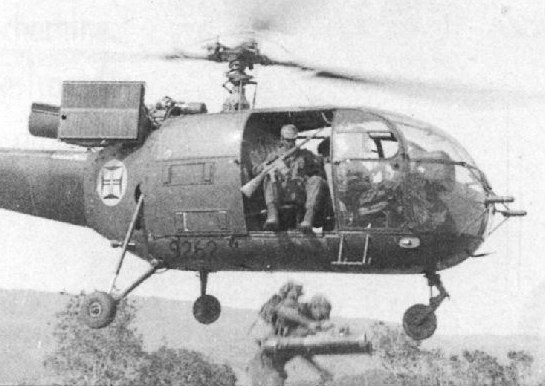
莫桑比克獨立戰爭中葡萄牙士兵的AR-10。

AI最後期的AR-10改進型為「葡萄牙型」，「葡萄牙型」參考了各種步槍的設計和實戰測試報告而作出適當改良，包括改用重槍管、可調式兩腳架、三段可調式氣體調節器、加強提把堅固程度及加裝復進助推器，據估計「葡萄牙型」共生產了的4-5000把，絕大部份經布魯塞爾軍火商在1960年賣給葡萄牙國防部。葡萄牙軍隊的AR-10裝備傘兵營，並用於葡萄牙殖民地的安哥拉和莫桑比克的戰爭中。
美國陸軍於1960年11月在阿伯丁試驗場（Aberdeen Proving Ground）及葡萄牙在實戰中的經驗中顯示AR-10的精度相當高（以美軍軍用彈藥測試，部份AR-10更能打出100米靶彈着點集中在25毫米（1寸）），葡萄牙在非洲叢林及草原實戰中亦發現AR-10具有極佳的可靠性。
有部份「葡萄牙型」AR-10裝有由AI改裝的改良型上機匣，機匣頂部裝有3倍或3.6倍瞄準鏡，主要用於精確射手作小規模巡邏及在開闊地型射殺落單敵兵。另外有些AR-10則用於傘兵作發射22毫米槍榴彈用途，AR-10在發射槍榴彈時無須手動調整氣體調節器，發射後空包彈彈殼仍會退出及自動裝填下一發，亦有些AR-10換裝全金屬槍托以承受重型槍榴彈的後座力。後來葡萄牙軍隊因AR-10數量不足而在非洲殖民地改用伸縮槍托版本的HK G3，不過AR-10仍然裝備傘兵部隊，至1975年葡屬帝汶衝突中仍有使用。
1960年，由於荷蘭對武器出口的限制，AI開始全面停產AR-10並離開輕武器市場，當時AR-10只生產了約10,000把，大部份為軍用全自動型，極小數為半自動民用型。隨後數年，美國、加拿大、澳大利亞、紐西蘭的民間市場出現前軍用的「蘇丹型」及「葡萄牙型」發售，絕大部份的全自動功能被移除。2,500把澳大利亞發售的AR-10則因1997年槍械管制法而被消毀。
1958年，阿瑪萊特以AR-10的設計開發了5.56 x 45毫米NATO口徑的AR-15，同時阿瑪萊特努力地世界各地的軍隊推銷AR-10及AR-15，不過阿瑪萊特的AR-10沒有AI的AR-10所作的改良，反而具有AR-15的設計特點，命為AR-10A。阿瑪萊特AR-10A的專利沒有賣給荷蘭AI，其設計與AR-15也有不同之處，除口徑與步槍尺寸外，AR-10A的槍機、扳機、拉機柄、彈匣插入角度亦向前傾了斜5度。但AR-10A並沒有取得任何美國或其他國家軍隊的訂單。1959年，阿瑪萊特向柯爾特出售AR-10和AR-15的專利權，後來柯爾特的AR-15成功成為美軍的制式武器，而費柴爾德在1962年亦停止了與阿瑪萊特的賓主關係。
阿瑪萊特在脫離了費柴爾德後開始開發新系列的步槍，如7.62×51毫米口徑的AR-16，AR-16採用較為廉價的傳統式氣動系統，沖壓金屬成型機匣，AR-16只停留在原型階段，斯通納亦於1961年離開阿瑪萊特並轉任柯爾特的顧問。至1970年代，阿瑪萊特停止了所有開發新型步槍的計劃，同時公司也開始衰落。

### 阿瑪萊特公司的AR-10B系列
1995年，持有人，前美國陸軍軍械署軍官馬克·韋斯特羅（Mark Westrom）購買了阿瑪萊特的商標並改名為阿瑪萊特公司（ArmaLite Inc）。阿瑪萊特公司推出了AR-10的現代版本，名為AR-10B系列。AR-10B的設計與AR-15A2相似，採用冷鍛鋁合金機匣，發射7.62×51毫米（.308 Winchester）彈藥，具有多種衍生型。

## 設計
AR-10為一種氣動、氣冷、彈匣供彈式輕型自動步槍，直接導氣系統配轉拴式槍機，採用7075-T6航空鋁合金作機匣，配玻璃纖維護木和槍托，AR-10混合了多種槍械的設計概念，直接導氣系統源自瑞典的Ag m/42，直托設計源自FG42傘兵槍及M1941輕機槍、轉拴式槍機和閉鎖系統則源自二戰時期美國的M1941半自動步槍，拋殼口防塵蓋源自StG44。
AR-10的設計在當時而言相當新穎，機匣組合方式的設計概念來自FN FAL，分上下兩部份，槍管和護木與上機匣連接，而扳機、彈匣及槍托則連接下機匣，令分解過程更為省時方便。槍托和護木以玻璃纖維制造，比木制槍托更輕更耐用，其內藏緩衝裝置的直托設計令發射的後座力會與槍管和機匣保持水平傳至射手身上，比其他相同口徑的斜托式步槍為低，也減低連射時引至的槍口指向上揚，為避免直托影響射手瞄準，斯通納又把照門和準星提高，並改成與提把結合，拉機柄則位於提把與機匣間。

## 使用國
- 奥地利
- 巴西

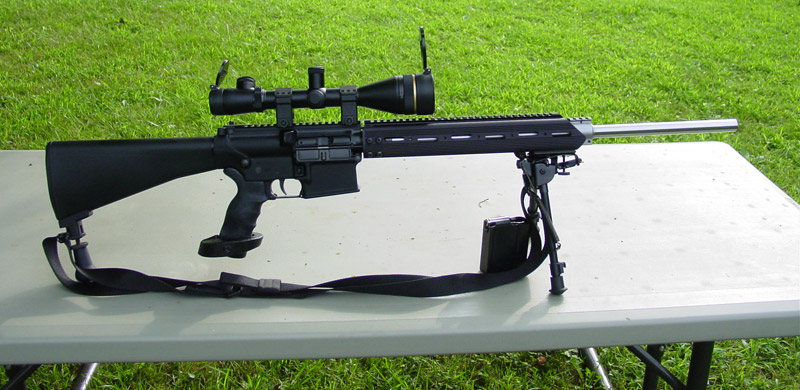
AR-10T

  - 里約熱內盧憲兵特別警察行動營（採用現代版本）
- 加拿大
  - 加拿大軍隊（採用現代版本AR-10T）
- 哥伦比亚
  - 哥倫比亞軍隊（英语：Military Forces of Colombia）特種部隊（採用現代版本AR-10T）
- 古巴
- 芬兰
- 西德
  - 德國聯邦國防軍（曾少量訂購作測試用途，命名為G4）
- 印度尼西亞
- 義大利
- 緬甸
- 荷蘭
- 巴基斯坦
- 葡萄牙
  - 葡萄牙武裝部隊（已退役）
- 中華民國
  - 中華民國特種部隊（採用現代版本SBF (Super Sass)型）[31]
- 羅馬尼亞
  - 羅馬尼亞武裝部隊特種部隊（採用現代版本AR-10 Super SASS）
- 南非
- 苏丹
  - 蘇丹武裝部隊（已退役）
- 土耳其
  - 土耳其武裝部隊特種部隊（採用現代版本）
- 美国
  - 部份地方警察局（採用現代版本）

## 資料來源
1. ↑  Pikula, Sam (Major), The ArmaLite AR-10, Regnum Fund Press (1998), ISBN 9986-494-38-9, p. 30
2. ↑  Walter, John. . Iola, WI.: Krause Publications. 2006: 34,35. ISBN 978-0896892415.
3. ↑  Lewis, Jack, The M-14: Boon or Blunder?, Gun World, April 1963
4. 1 2  Pikula, Sam (Major), The ArmaLite AR-10, p. 39
5. ↑  Pikula, Sam (Major), The ArmaLite AR-10, p. 38: The experimental composite barrels used aluminum swaged around thin rifled liners of 416 stainless steel.
6. ↑  Pikula, Sam (Major), The ArmaLite AR-10, p. 39,40
7. ↑  Pikula, Sam (Major), The ArmaLite AR-10, p. 78,80
8. ↑  Pikula, Sam (Major), The ArmaLite AR-10, p. 29
9. ↑  Pikula, Sam (Major), The ArmaLite AR-10, p. 74
10. ↑  Pikula, Sam (Major), The ArmaLite AR-10, p. 81
11. ↑  Pikula, Sam (Major), The ArmaLite AR-10, p. 73
12. ↑  .   [2009-09-08]. （原始内容存档于2013-11-29）.
13. 1 2 3  Pikula, Sam (Major), The ArmaLite AR-10, p. 72,73
14. 1 2  Brogan, Patrick, Deadly Business: Sam Cummings, Interarms, and the Arms Trade, New York: W.W. Norton & Co. (1983), ISBN 0-393-01766-4, pp. 89-92
15. ↑  Time Magazine, Blood on the Beach, New York:Time Publications, 6 July 1959: The Cuban guerrilla invasion consisted of 150 men arriving via Chris-Craft boats, with 63 more dropped by parachute via C-46 Commando.  All of the seaborne forces were killed on the beach; all but five of the parachuting rebels were also killed.（150名古巴革命游擊隊以快艇登陸，63人從C46運輸機空降多明尼加，所有登陸部隊在灘頭上被殺，另外5名空降游擊隊亦被殺死。）
16. ↑  Pikula, Sam (Major), The ArmaLite AR-10, pp. 76-78
17. ↑  Pikula, Sam (Major), The ArmaLite AR-10, p. 75
18. 1 2  Afonso, Aniceto and Gomes, Carlos de Matos, Guerra Colonial (2000), ISBN 972-46-1192-2, pp. 183-184
19. ↑  United States Army Ordnance Department, Aberdeen Proving Ground, A Test of Rifle, Caliber 7.62mm, AR-10, Report No. DPS-101 (November 1960): At Aberdeen, the AR-10 test rifles used in the accuracy test averaged 10-shot groups of 2.0 inches at 100 yards.（美國陸軍在阿伯丁試驗場測試AR-10時，100碼靶距離打10發，彈着點都集中在2寸。）
20. ↑  Pikula, Sam (Major), The ArmaLite AR-10, p. 70-71,79-80
21. 1 2  Pikula, Sam (Major), The ArmaLite AR-10, p. 79
22. 1 2  Pikula, Sam (Major), The ArmaLite AR-10, p. 80
23. ↑  Afonso, Aniceto and Gomes, Carlos de Matos, Guerra Colonial (2000), ISBN 972-46-1192-2
24. ↑  Pikula, Sam (Major), The ArmaLite AR-10, p. 107
25. ↑  Pikula, Sam (Major), The ArmaLite AR-10, p. 89
26. 1 2  Pikula, Sam (Major), The ArmaLite AR-10, pp. 89-90
27. ↑   (PDF).   [2017-06-08]. （原始内容存档 (PDF)于2008-10-01）.
28. 1 2  Poyer, Joe. . 2007-06-01: 15. ISBN 1-882391-28-4.
29. ↑  Poyer, Joe. . 2007-06-01: 14. ISBN 1-882391-28-4.
30. ↑  Poyer, Joe. . 2007-06-01: 16. ISBN 1-882391-28-4.
31. ↑  .   [2015-07-30]. （原始内容存档于2015-06-12）.